# Stasi
A Stasi (forma curta de Ministerium für Staatssicherheit, "Ministério para a Segurança do Estado") era a principal organização de polícia secreta e inteligência da República Democrática Alemã (RDA).
Criada em 8 de fevereiro de 1950, centrava suas operações na capital, Berlim Oriental, onde mantinha um extenso complexo em Lichtenberg e outros menores dispersos pela cidade. A Stasi é reconhecida como um dos serviços de inteligência mais efetivos do mundo. Seu principal objetivo era espionar a população da Alemanha Oriental, majoritariamente via uma enorme rede de espionagem de civis-informantes. A repressão política era uma das prioridades, combatendo a oposição através de tortura psicológica de dissidentes (num método chamado Zersetzung, que é traduzido como "decomposição"). No total, mais de 250 000 alemães foram presos por razões políticas pela Stasi durante os quarenta anos de sua existência.
A antiga sede da Stasi em Berlim é hoje o Stasimuseum, um museu onde os visitantes podem inteirar-se das atividades. A partir de 1990, vários funcionários da Stasi foram levados a julgamento por crimes cometidos contra a população. Após a reunificação da Alemanha, qualquer cidadão pode acessar seus dados coletados pela agência durante sua existência.

## História
Fundada em 8 de fevereiro de 1950, seguiu o modelo organizativo do departamento de segurança do Estado da União Soviética. O primeiro responsável pela Stasi foi Wilhelm Zaisser, assistido por Erich Mielke. Foi substituído em 1953 por Ernst Wollweber, que renunciou em 1957 após diversos desencontros com Walter Ulbricht e Erich Honecker, dirigentes da RDA. Foi substituído pelo seu segundo, Mielke.
Nesse mesmo ano, Markus Wolf foi nomeado diretor da Hauptverwaltung Aufklärung (HVA, Administração Central de Reconhecimento, a sua seção de inteligência exterior), atingindo um importante sucesso na infiltração de espiões em círculos políticos, governamentais e de empresários da República Federal da Alemanha (RFA), chegando a provocar a queda de Willy Brandt, o chanceler da RFA. Em 1986, Wolf retirou-se e foi substituído por Werner Grossmann.
Naquele tempo, a colaboração entre a Stasi e a KGB foi muito estreita, com funcionários de enlace soviéticos em território alemão e à inversa. A Stasi chegou a ter bases de operações em Moscovo e Leningrado.
Em 1989, pouco tempo antes da dissolução da RDA, foi mudado o nome da Stasi pelo de Oficina para a Segurança Nacional, com Rudi Mittig à cabeça.

## Organização

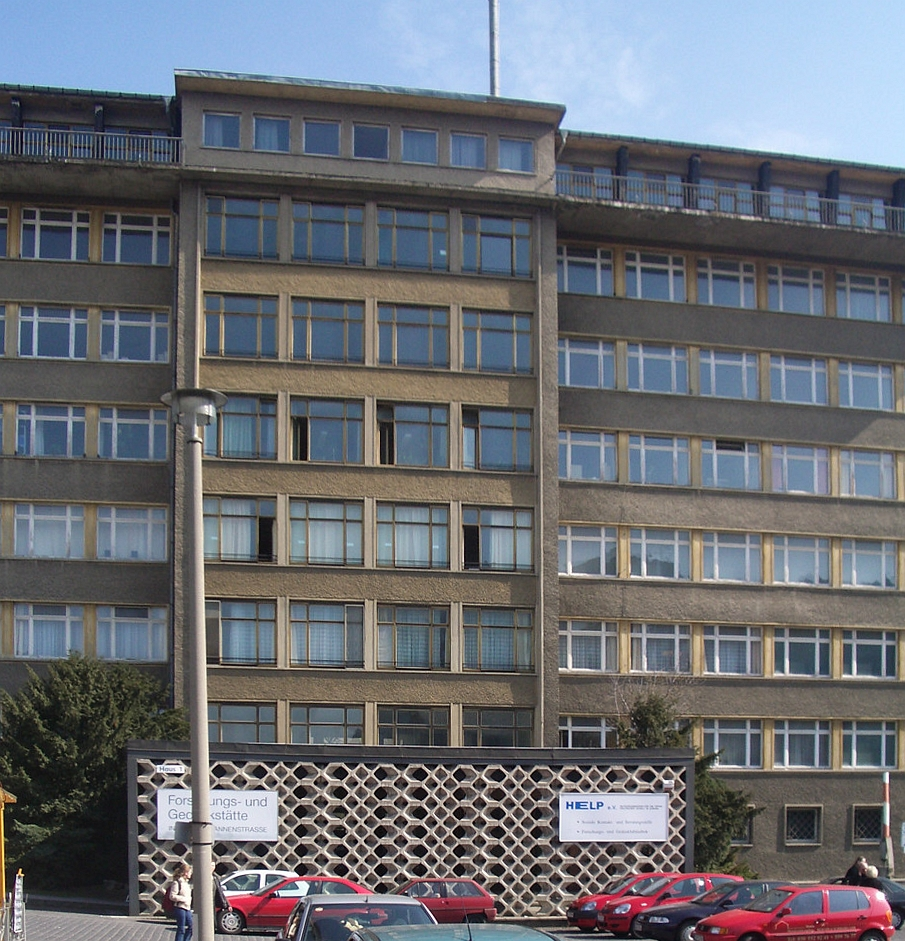
Antigo quartel-general da Stasi.

Foi dissolvida em 1989 após a queda do Muro de Berlim.
Até meados da década de 1980, uma rede de informadores civis (inoffizielle Mitarbeiter) cresceu nas duas margens da fronteira interior alemã. Estima-se que, no momento da extinção da RDA em 1989, a Stasi contava com cerca de 90 mil funcionários a tempo completo e por volta de 175 mil informadores.
O Ministério para a Segurança do Estado incluiu os seguintes departamentos:
- Administração Central de Reconhecimento (HVA): destinada ao trabalho no exterior, nomeadamente na Alemanha Ocidental e noutros países da NATO.
- Administração Central de Coordenação: coordenava o trabalho com os organismos de inteligência soviéticos.
- Departamento Central para Comunicações Seguras e Proteção Pessoal: proporcionava segurança pessoal para os dirigentes da RDA e mantinha e operava um sistema interno de comunicações seguras para o governo.
- Administração para a Segurança da Indústria Pesada e Investigação: proporcionava segurança para a indústria.
- Administração Central para a Segurança Econômica: protegia contra a sabotagem e a espionagem.
- Administração Central para a luta contra pessoas suspeitas: encarregada da vigilância de estrangeiros suspeitosos, principalmente procedentes da Alemanha Ocidental
- Divisão de Análise do Lixo: analisava lixo e materiais suspeitosos.
- Administração 12: Vigilância das comunicações
- Administração 2000: Vigilância da lealdade dos membros do Exército Nacional Popular

Ademais, a Stasi contava com um serviço penitenciário próprio para os seus presos, e com uma pequena força armada denominada Regimento de Guardas Feliks Dzerjinski, tropas de elite que davam proteção aos membros do Ministério.

## Legado
Em 1995, o governo alemão contratou uma equipa para reconstruir os documentos destruídos durante o processo de Reunificação da Alemanha. O resultado foi a recuperação de aproximadamente 33 milhões de páginas. Em 1992, o governo alemão tinha dado ordem de publicação dos arquivos secretos da Stasi, incluindo ficheiros com dados pessoais.
O antigo cárcere da Stasi em Berlim foi transformada num museu das práticas daquela polícia secreta. Porém, existe uma Sociedade de apoio aos direitos civis e a dignidade do homem que exerce ativismo em favor dos ex-empregados da Stasi (Insiderkomitee) e exige o encerramento desse museu.